# Camillo Corsanego
Camillo Corsanego (Genova, 20 marzo 1891 – Roma, 9 ottobre 1963) è stato un giurista e politico italiano.
È stato deputato all'Assemblea Costituente, e deputato alla Camera nella I legislatura.
Fu tra i Padri Fondatori del Partito Popolare Italiano e della Democrazia Cristiana e presidente della Gioventù Cattolica Italiana, poi Azione Cattolica.

## Biografia
Laureato in giurisprudenza, in diritto canonico e in scienze economiche e commerciali, formatosi in un ambiente familiare fervidamente religioso, Corsanego assume ben presto incarichi di rilievo nazionale nell'associazionismo cattolico. Nel biennio 1912-1913 dirige la rivista Studium, organo della FUCI; nel settembre 1922 viene eletto all'unanimità, a soli trentun anni, presidente generale della Gioventù cattolica italiana, carica che regge fino al 3 novembre 1928; ultimo presidente eletto, lasciò al suo successore, Angelo Raffaele Jervolino, un'associazione in pieno sviluppo, che nell'arco degli ultimi sei anni era cresciuta notevolmente, diramandosi capillarmente per tutta la penisola.
Nei difficili anni della sua presidenza, Corsanego difenderà l'autonomia dell'associazione dalle pressioni esterne, divenendo un personaggio scomodo per il regime, che dal 1931 lo sottopone a sorveglianza speciale.
Tra la fine del 1942 e i primi mesi del 1943 partecipa agli incontri clandestini a Roma per la costituzione della Democrazia Cristiana. Eletto deputato nel XX collegio elettorale di Roma con 46 157 voti di preferenza. Componente della Commissione per la Costituzione, assegnato alla I sottocommissione, incaricata di elaborare la parte della Costituzione relativa ai “diritti e doveri dei cittadini”, è relatore con Nilde Iotti sulle norme riguardanti il diritto di famiglia. Deputato nel primo parlamento repubblicano, è eletto presidente della Giunta delle elezioni. Corsanego presiedette per l'intera durata della legislatura la giunta delle elezioni, contribuendo a creare una giurisprudenza specifica, particolarmente in tema di verifica dei poteri, seguita anche dal Senato.
Dal punto di vista degli studi compiuti, Corsanego era laureato e docente in giurisprudenza e in diritto Canonico, così come in diritto erano laureati Dominedò, Andreotti, De Palma e Orlando; Campilli e Bonomi in economia e commercio, Giordani e Cingolani in lettere. Si può quindi parlare, per l'epoca, di un elevato e specifico livello culturale, con una preponderanza, com'era da attendersi, di laureati in legge.
Dal punto di vista delle preferenze, vi è da notare che Corsanego ottenne nella circoscrizione un numero inferiore solo a quello di De Gasperi (46 157 contro 197 936). Corsanego veniva dalla Fuci, così come Campilli e Andreotti. Partecipò – con Campilli e Giordani – alla fondazione del PPI, di cui era già stato esponente della Consulta nazionale, così come De Palma, Cingolani e lo stesso Campilli. 8 degli 11 erano nati nel Lazio, a dimostrazione di un legame particolare con il territorio. Rispetto agli incarichi nella Costituente, nessuno degli eletti nel Lazio aveva responsabilità ufficiali nella direzione del gruppo democratico cristiano presso l'Assemblea.
Consigliere e assessore comunale di Roma dal 1947 al 1952, presidente della locale azienda tranviaria Stefer dal 1956 al 1957, vicepresidente della Cassa di risparmio di Roma dal 1960 alla morte, promotore di giustizia (pubblico ministero) nel tribunale dello Stato della Città del Vaticano, nonché docente di diritto penale comparato presso la Pontificia Università Lateranense. Accademico di S.Luca, membro corrispondente dell'Istituto di studi romani, fondatore del Centro di studi ciceroniani, svolse fino alla morte un'intensa attività di conferenziere. Quale decano degli avvocati concistoriali fu promotore del concilio ecumenicano Vaticano II: in tale veste assistette, unico membro laico, alla professione di fede di Giovanni XXIII e di Paolo VI in occasione dell'apertura delle prime due sessioni dell'assise ecumenica.

## Opere

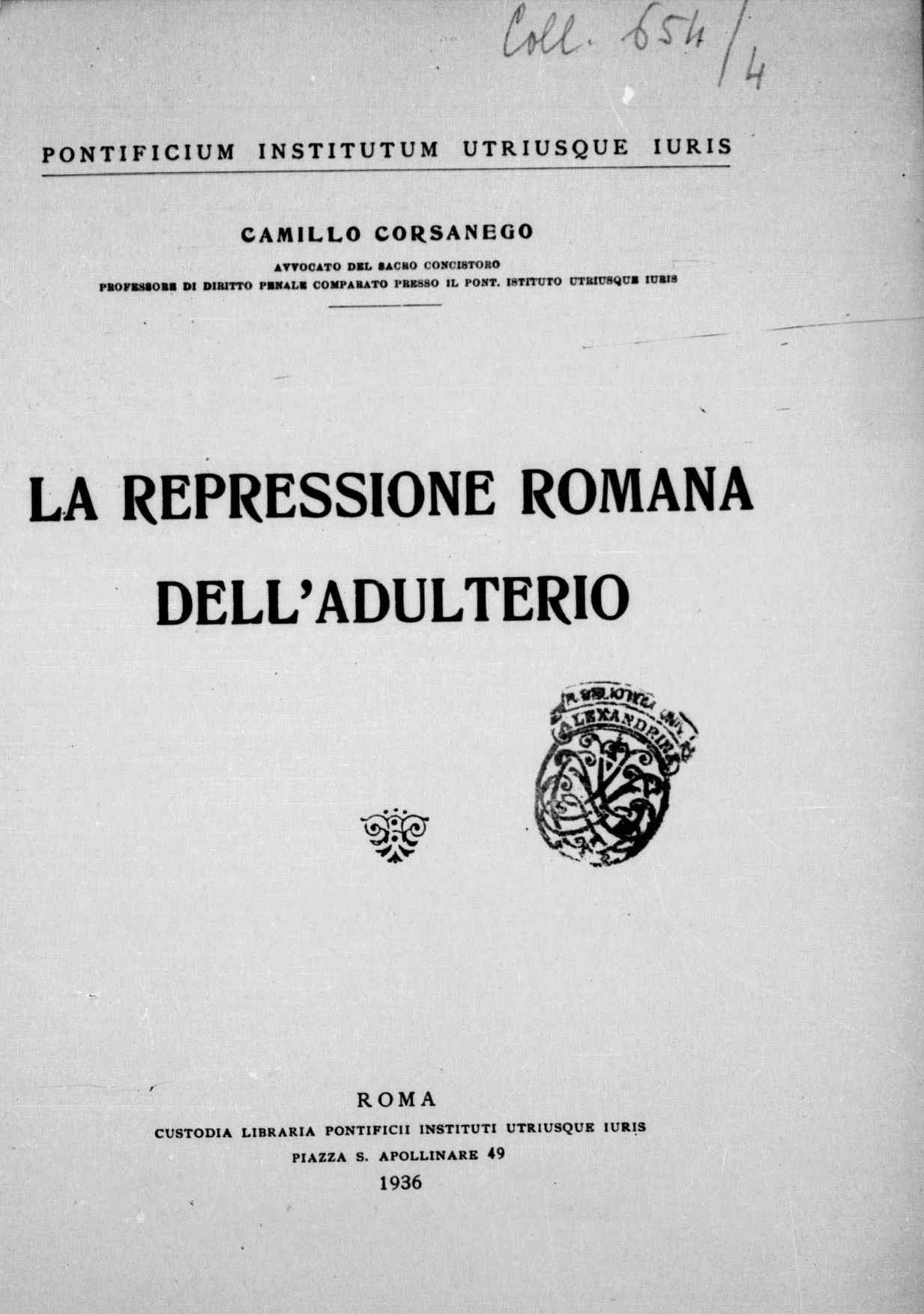
La repressione romana dell'adulterio, 1936

- Per la dignità della cattedra, in Atti del VI congresso della FUCI, Genova 1915, pp. 5–18;
- Il divorzio e l'istituto della famiglia, in Settimane sociali d'Italia. XIII sessione: Genova 1926, Milano 1927, pp. 123–131;
- La carità attraverso i secoli, Napoli 1930
- Contardo Ferrini venerabile, Firenze 1931
- Il matrimonio, Firenze 1932
- Moralità Professionale dell'avvocato, in La moralità e le professioni, ibid. 1934, pp. 143–155
- La repressione romana dell'adulterio, Roma, Pontificium Institutum utriusque iuris, 1936.
- L'educazione in famiglia, ibid. 1938
- Il problema religioso nelle costituzioni moderne, in Costituzione e Costituente, ibid. 1946, pp. 103–113, 259
- Tecnica della psicanalisi e tecnica della confessione, in Psicanalisi, Assisi 1951, pp. 152–169
- La famiglia cristiana, Roma 1951; Nel XXX della Conciliazione, Assisi 1961
- Appunti di diritto penale comparato, Roma 1963.

Innumerevoli gli articoli, soprattutto su i seguenti giornali e periodici: Studium,Gioventù italica, L'Azione giovanile, Giovane Piemonte, L'Armonia, Vita e pensiero, Rivista internazionale di scienze sociali e discipline ausiliarie, L'Assistente ecclesiastico, L'Osservatore romano, Il Popolo, L'Avvenire, Realtà politica, Studi romani.